# Xenobarbus loveridgei
Xenobarbus loveridgei – gatunek ryby z rodziny karpiowatych (Cyprinidae), jedyny przedstawiciel rodzaju Xenobarbus. Występuje endemicznie w Jeziorze Wiktorii w Tanzanii. Osiąga długość do 9 cm. Jest rzadka.